# Lapis niger

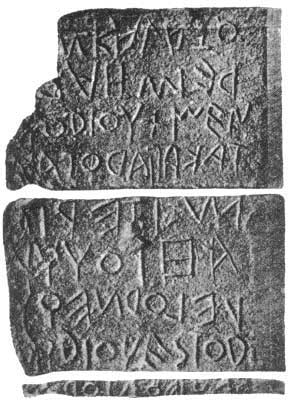
Lapis Niger

De Lapis niger (Latijn voor "Zwarte Steen") is een ondergronds complex dat is afgedekt met een zwarte marmeren plaat op het Forum Romanum in Rome. De oudste delen van het complex dateren uit 600 v.Chr. Volgens de Romeinse mythologie was dit de plek waar de stichter van Rome, Romulus, begraven was of zelfs onder de goden was opgenomen als Quirinus.

## Omschrijving
In het complex staan een grafstèle, een altaar en een zuil. Op de grafstèle of cippus staat een van de oudste aan ons overgeleverde inscripties in het Latijn. Deze spreekt van een koning (recei), een heraut (kalator) en lastdieren (iouxmenta). Het is geschreven in boustrophedonschrift ("zoals een os ploegt"): de regels gaan van links naar rechts en dan vice versa. Het is waarschijnlijk een lex sacra, die de handelingen beschreef die op het altaar moesten worden uitgevoerd en wat de regels rondom de toegang tot het heiligdom waren.  De 'koning' is mogelijkerwijze niet een gewone koning, maar de 'offerkoning' (rex sacrorum). Recent onderzoek wijst uit dat het waarschijnlijk een altaar voor de god Vulcanus was, het zogeheten Vulcanal. 
Vanaf 45 v.Chr. lieten Caesar en keizer Augustus nieuwe monumenten boven op de Lapis Niger bouwen. De afdekplaat en de ondergrondse ruimte werden in 1899 ontdekt tijdens opgravingen onder leiding van Giacomo Boni. 

## Inscriptie

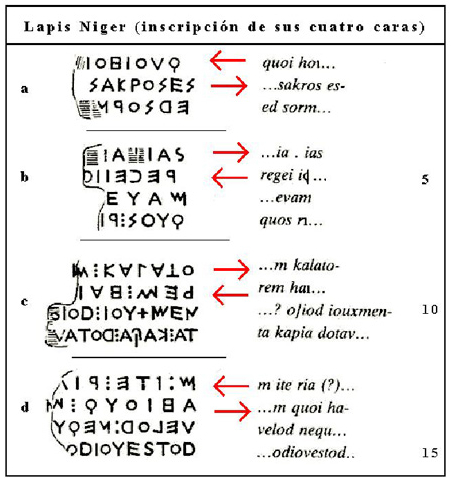
Tekst in Oudlatijn geschreven, met rechts de tekst in het hedendaagse alfabet.

Het alfabet waarin de inscriptie geschreven is lijkt meer op het Griekse alfabet dan op het Latijnse. Omdat per regel maar ongeveer de helft van de woorden is overgeleverd, is een precieze vertaling erg moeilijk te maken. De vorm sakros uit regel één is waarschijnlijk een oude vorm van sacer en betekent heilig.  De uitgang -os lijkt ook weer op de Oudgriekse uitgang -ος. De inscriptie gaat waarschijnlijk over het feit dat degene die het waagt het graf van de koning (regei) te openen vervloekt wordt.

## Betekenis en invloed
Omdat de inscriptie spreekt over een koning (recei) was de Lapis niger direct na de vondst in 1899 aanleiding voor een fel debat. De steen leek de historische informatie over de Romeinse koningstijd te bevestigen. Dit betekende een breuk met de tot dan toe leidende interpreatie van dit mythische tijdperk door de zogenaamde 'hyperkritische' traditie. Volgens toonaangevende wetenschappers als Barthold Nieburh en Theodor Mommsen waren de literaire bronnen over de Koningstijd en Vroege Republiek onbetrouwbaar: de plundering van Rome door de Galliërs in 390 v.Chr. zou alle archieven over deze tijd verwoest hebben. Door de vondst van de Lapis niger leek deze these niet meer houdbaar. Onder leiding van de taalkundige Luigi Ceci trokken Italiaanse wetenschappers fel van leer tegen deze Duitse school die de Lapis niger dateerde in de 5e of 4e eeuw v. Chr. De felle polemiek die hierdoor ontstond verdween toen Mommsen in 1903 toegaf dat de Lapis niger waarschijnlijk toch uit de Koningstijd stamde. Tegenwoordig is deze interpretatie gemeengoed. De datering van de steen in de 6e eeuw v. Chr. is nu algemeen geaccepteerd. 